# Las Lajas (Argentine)
Pour les articles homonymes, voir Las Lajas.
Las Lajas est une ville d'Argentine située dans la province de Neuquén. Elle est le chef-lieu du département de Picunches.
Elle est construite sur la rive droite du Río Agrio, à 58 kilomètres au nord-ouest de la ville de Zapala, et à 234 km de la ville de Neuquén, capitale de la province, juste au croisement de la route nationale 40 et de la route nationale 242, à une altitude de 713 mètres.

## Population
En 2001, la ville comptait 4.078 habitants ce qui représentait une hausse de 7,8 % par rapport au recensement de 1991.